# Збурення (автоматизація)
Збу́рення (англ. disturbance, нім. Regelabweichung f, Störung f) — (в САК, САР, САУ) — будь-яка дія, що намагається порушити необхідний функціональний зв'язок між регулівним (керувальним) діянням і змінною, яка регулюється.
Збуренням може бути, наприклад, момент навантаження на валу двигуна.
Збурення часто мають випадковий характер, іноді вони не контролюються і визначаються властивостями початкової сировини, яка подається на перероблювання у технологічний процес.
Спектр збурення — розподіл за частотами енергетичних чи інших характеристик збурень технологічних процесів. Аналіз великих об'єктів автоматичного керування (збагачувальної фабрики, дільниці) із використанням С.з. на основі кривих спектральної густини енергії збурень застосовано при вивченні комплексів «усереднення-збагачення».